# Semiothisa tenuiscripta
Semiothisa tenuiscripta är en fjärilsart som beskrevs av Hua och Malcolm J. Scoble. Semiothisa tenuiscripta ingår i släktet Semiothisa och familjen mätare. Inga underarter finns listade i Catalogue of Life.